# Golle
Golle è un comune rurale del Niger facente parte del dipartimento di Dosso nella regione omonima.